# Boris Grigorýants
Boris Grigorýants, orm. Բորիս Գրիգորյանց, ros. Борис Григорьянц, Boris Grigorianc (ur. ?, Turkmeńska SRR) – turkmeński trener piłkarski pochodzenia ormiańskiego.

## Kariera trenerska
Na początku swojej kariery trenerskiej szkolił dzieci w Szkole Sportowej Nisa Aszchabad. Na początku XXI wieku pomagał trenować narodową reprezentację Turkmenistanu, a 29 stycznia 2005 pełnił obowiązki głównego trenera reprezentacji w zremisowanym 0-0 meczu towarzyskim z Arabią Saudyjską. W 2005 prowadził klub Nisa Aszchabad. W 2008 stał na czele Aşgabat FK, którym kierował do 2009 roku. Również w kwietniu 2009 został mianowany na pełniącego obowiązki selekcjonera narodowej reprezentacji Turkmenistanu, w której pracował do 1 lutego 2010. 7 września 2015 został zaproszony na stanowisko głównego trenera Ahal FK.

## Sukcesy i odznaczenia

### Sukcesy trenerskie
Aşgabat FK
- mistrz Turkmenistanu: 2008